# Рокітник (Лідзбарський повіт)
Рокітник (пол. Rokitnik, нім. Thegsten) — село в Польщі, у гміні Ківіти Лідзбарського повіту Вармінсько-Мазурського воєводства.
Населення — 128 осіб (2011).
У 1975-1998 роках село належало до Ольштинського воєводства.

## Демографія
Демографічна структура станом на 31 березня 2011 року:
|          | Загалом | Допрацездатний вік | Працездатний вік | Постпрацездатний вік |
| -------- | ------- | ------------------ | ---------------- | -------------------- |
| Чоловіки | 67      | 11                 | 50               | 6                    |
| Жінки    | 61      | 18                 | 33               | 10                   |
| Разом    | 128     | 29                 | 83               | 16                   |